# 파이어 엠블렘 풍화설월
《파이어 엠블렘 풍화설월》은 닌텐도 스위치용으로 인텔리전트 시스템즈와 코에이 테크모가 개발하고 2019년 7월 26일 닌텐도가 전 세계에 배급한 전술 롤플레잉 게임이다. 파이어 엠블렘의 16번째 게임이며 2007년 첫 출시된 파이어 엠블렘 새벽의 여신 이후 가정용 게임기를 위한 최초의 게임이다.

## 게임플레이
파이어 엠블렘: 풍화설월은 플레이어가 플레이어 캐릭터를 통제하는 전술 롤플레잉 게임으로, 플레이어 캐릭터의 성별과 이름을 게임 시작 시 지정하게 된다. 오프닝 수시간 동안 플레이어 캐릭터는 게임 활동의 중심지인 가르그 마크 대수도원에서의 교육을 지시받는다. 특정한 사택을 선택하면 그 시점부터 내러티브의 영향을 받는다.

## 평가
파이어 엠블렘: 풍화설월은 메타크리틱에 따르면 101개 리뷰 기반의 누계 점수 89/100로 대체적으로 긍정적인 평가를 받았다. 사이트에 따르면 2019년 4번째로 점수가 높은 스위치 게임이며 가장 높은 점수를 받은 스위치 특별판이다.

## 참조

### 내용주
1. ↑  일본어: ファイアーエムブレム 風花雪月, 영어: Fire Emblem: Three Houses